# Tabla Tarang

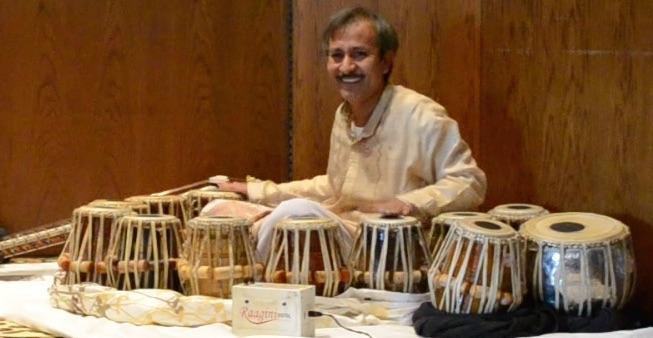
Tabla tarang-Spieler Sandip Burman in Chicago, 2015

Tabla tarang, auch tablatarang, ist ein seltenes Melodieinstrument in der indischen Musik, das aus 10 bis 16 auf die Tonskala eines Ragas gestimmten Kesseltrommeln besteht, die im Halbkreis um den Musiker aufgebaut sind und mit den Händen geschlagen werden.

## Herkunft
Die tabla tarang zählt nicht zu den traditionellen indischen Musikinstrumenten. Die Trommeln entsprechen der dayan (auch tabla), der kleineren, hohen Trommel auf der rechten Seite eines tabla-Trommelpaares, das außerdem aus einer größeren, tief tönenden Kesseltrommel (bayan, auch duggi, dagga) auf der linken Seite besteht. Dieses Trommelpaar ist erstmals Ende des 18. Jahrhunderts in Nordindien auf höfischen Wandmalereien nachweisbar. Tablas sind heute das führende Rhythmusinstrument der nordindischen klassischen Musikstile.
Die früheste Kenntnis der tabla tarang stammt aus Maharashtra Ende des 19. Jahrhunderts. Zu dieser Zeit soll der berühmte Sänger Vishnu Digambar Paluskar (1872–1931) mittels gestimmter tablas seinen Schülern Gesangsunterricht gegeben haben. Einer der Schüler war Vishnudas Shirali, ein Sänger und Multiinstrumentalist. Er begleitete ab 1930 das Ballet von Uday Shankar (1900–1977), dem Pionier des modernen indischen Tanzes. Shirali führte die tabla tarang in das Begleitorchester ein, dessen Leiter er später wurde. Uday Shankar gab dem Instrument den Rang eines Soloinstruments und machte es einem größeren Publikum bekannt. Die Präsentation von tablas als Melodieinstrumenten war für das indische Publikum ein ungewohnter bühnenwirksamer Effekt. Als Shankar 1931 in Paris auftrat spielte zur Eröffnung ein Ensemble die „exotischen“ Lauteninstrumente sitar, sarod, mayuri vina und esraj und bei einem der nachfolgenden Tänze tabla tarang mit einer sarod zusammen. Für ein westliches Publikum, das kaum Kenntnisse von den Ausdrucksmitteln der indischen Tänze und von der Komplexität indischer Rhythmen (tala) besaß, hatte die tabla tarang neben ihrer optischen Präsenz noch den Vorteil, dass auf ihr keine der bei einem Trommelpaar üblichen Schlagfolgen gespielt werden. Shirali 1937 war der erste Musiker, der außerhalb Indiens einen Titel auf einer Schallplatte mit tabla tarang aufnahm.
Andere Tanzensembles übernahmen die tabla tarang in ihren Orchestern. Nach Europa kamen die Trommeln außerdem durch eine Tournee der indischen Tänzerin Menaka 1934 bis 1936. Der tabla tarang-Spieler in ihrem Ensemble war Janardan Abhyankar (1914–1993). Abhyankar ist auf einer Tonbandaufnahme der Maharashtra Music Conference von 1964 zu hören, deren Originalband an der Universität Göttingen aufbewahrt wird. Auf dem 1967 von World Pacific Records veröffentlichten 3-LP-Album The Anthology of Indian Music ist ein Titel von Abhyankar mit dem pakhawaj-Spieler Arjun Shejwal enthalten.
Ein Werk des mit außereuropäischen Musikstilen experimentierenden US-amerikanischen Komponisten Henry Cowell (1897–1965) ist die Symphony No. 13: Madras Symphony von 1957/1958 für kleines Orchester, jaltarang und tabla tarang, die 1959 zunächst in Madras und anschließend in New York aufgeführt wurde.

## Spielweise
Bengalisch tarang bedeutet „(melodische) Wellen“, tabla tarang also „Melodie der Tabla“, analog etwa bulbultarang, „Nachtigall-Wellen (-Gesang)“.
Die 10 bis 16 Trommeln ergeben einen Tonumfang von zwei bis zweieinhalb Oktaven. Der Musiker ordnet sie in einem Halbkreis vor sich an, die tiefste Trommel links und die höchste rechts. Die tiefste Trommel hat einen Felldurchmesser von 16 Zentimetern, die höchste von 11 Zentimetern. Vor jedem Einsatz werden sie auf die einzelnen Töne der Skala des zu spielenden Ragas gestimmt, die tiefste Trommel eine Quarte unter dem Grundton des Raga. Die Trommeln werden mit den Fingern beider Hände gespielt. Im Gegensatz zur tabla wird nur eine Art von Anschlag, das heißt eine Tonhöhe pro Trommel produziert. Für anhaltende Töne müssen Wirbel gespielt werden.
Die tabla tarang wird selten verwendet, da das Stimmen zeitaufwendig ist und die musikalischen Ausdrucksmöglichkeiten im Vergleich zu anderen indischen Melodieinstrumenten begrenzt sind. Die für das Spiel eines Ragas erforderlichen melodischen Verzierungen (gamaka) sind nicht möglich. Allgemein ist ein Perkussionsinstrument weit von den Qualitäten der Gesangsstimme entfernt. Die menschliche Stimme gilt jedoch als Maßstab in der klassischen indischen Musik, der es so getreu wie möglich zu folgen gilt. Zur rhythmischen Begleitung wird meist das Trommelpaar tabla verwendet.
Als bekanntester Spieler galt Kamalesh Maitra (1928–2005), der im Orchester von Uday Shankar mitwirkte und das Instrument ab den 1950er Jahren im Westen bekannt machte. Er war der einzige Musiker, der je Ragas in voller Länge auf der tabla tarang entwickelte. Zuvor wurden Solos von höchstens einer viertel Stunde gespielt. 1980 gründete Kamalesh Maitra das Ragatala Ensemble mit indischen und westlichen Musikinstrumenten, für das er auf Ragas basierende Stücke komponierte.
Nachfolger von Shirali als Orchesterleiter war der vichitra vina-Spieler und Musiklehrer Lalmani Misra (1924–1979), der unter anderem tabla tarang spielte. Der bekannteste tabla-Spieler von Kolkata, Jnan Prakash Ghosh (1912–1997) spielte ebenfalls tabla tarang.

## Verwandte Melodieinstrumente
Traditionelle Trommelkreise, die von einem Musiker gespielt werden, sind aus Südasien, Südostasien und Afrika bekannt. Duggi tarang ist eine der tabla tarang entsprechende Reihe der kleinen Kesseltrommel duggi. Der Bollywood-Filmkompinist Rahul Dev Burman führte 1980 eine madal tarang aus in Ostindien und Nepal gespielten Fasstrommeln madal in sein Orchester ein. Der in der klassischen burmesischen Musik gespielte Trommelkreis ist das führende Melodieinstrument in der gleichnamigen Orchesterformation hsaing waing (auch pat waing). Eine mit ihren klanglichen Möglichkeiten mit der tabla tarang vergleichbare Trommel ist die in südindischen Tempeln verwendete panchamukha vadya („Fünf-Gesichter-Instrument“), die wie die mizhavu aus einem runden Kupferkessel besteht. Auf diesem sind fünf mit Membranen bespannte Felder in bestimmten Tonhöhen angeordnet.
Ein ähnlich im Halbkreis aufgestelltes Musikinstrument, das aber nicht zu den Membranophonen, sondern zu den Idiophonen gehört, ist das jaltarang. Es besteht aus unterschiedlich großen, wassergefüllten Porzellanschüsseln. Ghungru tarang sind auf einer Schnur aufgereihte ghungru, metallene Gefäßrasseln oder Schellen, die einzeln zur Melodiebildung angeschlagen werden. Analoge Wortverbindungen sind kastha tarang (mit kastha, „Holz“) für ein in der indischen Musiktradition unbekanntes Xylophon und loh tarang für ein seltenes Schlagplattenspiel mit runden Metallplatten.
Die früher in der Zeremonialmusik der bugandischen Könige verwendete entenga ist eines der seltenen Beispiele für ein Trommelspiel in Afrika. Nur die drei größten Trommeln wurden rhythmisch, die übrigen melodisch gespielt. Die mit langen gebogenen Stöcken geschlagene entenga wurde in die Verbreitungstheorien einbezogen, die einen Kulturaustausch von Asien nach Afrika behaupten (vgl. kemanak). Die in Äthiopien verschwundene flache Kesseltrommel negarit war ein Symbol der kaiserlichen Macht und wurde einzeln oder von mehreren Musikern mit unterschiedlich großen Trommeln in einem Trommelkreis gespielt. Ein heute noch verwendeter Trommelkreis aus bis zu zehn pentatonisch gestimmten Trommeln bei den Ethnien der Mang’anja und Sena in Mosambik heißt likhuba. Taganing ist ein Trommelkreis im Ritualorchester der Toba-Batak auf der indonesischen Insel Sumatra.